# 宝泉寺温泉
宝泉寺温泉（ほうせんじおんせん）は、大分県玖珠郡九重町（旧国豊後国）にある温泉。九重九湯の主力である。

## 泉質
- 単純温泉

## 温泉街
湧蓋山の山懐、筑後川支流町田川の河畔に位置する温泉地。宿泊施設10数カ所の小ぢんまりとした温泉街で、飲食店なども見られる。湯量に恵まれているため、各旅館とも露天風呂や名物風呂に注力している。また共同浴場にある石櫃をそのまま湯船とした薬師湯・岩露天風呂は有名。

## 歴史
伝説によると天慶元年（938年）に諸国を行脚していた空也上人が一人の猟師と出会い、そこで杖を大地に突き刺すと大杉になった。そして天禄3年（972年）の大地震でその大杉の根元から湯が湧き出たという。
宝泉寺という地名の由来は、そのいで湯に空也上人を祀る寺院、宝泉寺を建立したことに因む。宝泉寺とは読んで字の如く、宝の泉であり、空也上人が授けてくれたものであると村人が考えたためである。

## アクセス
- 鉄道：JR久大本線豊後森駅より、玖珠観光バス宝泉寺（二瀬）行き、串野温泉行き、菅原行きで「宝泉寺温泉口」下車。
- 自動車：大分自動車道九重ICより、国道210号・国道387号経由で約9km。

## 備考
九重九湯とは宝泉寺温泉のほか、壁湯温泉、川底温泉、龍門温泉、湯坪温泉、筋湯温泉、筌の口温泉、長者原温泉、寒の地獄温泉を指す。